# جورج کخ
جورج کخ (انگلیسی: Georg Koch؛ زادهٔ ۳ فوریهٔ ۱۹۷۲) بازیکن فوتبال اهل آلمان است.
از باشگاه‌هایی که در آن بازی کرده‌است می‌توان به باشگاه فوتبال پی‌اس‌وی آیندهوون، باشگاه فوتبال دینامو زاگرب، باشگاه فوتبال کایزرسلاوترن، باشگاه فوتبال آرمینیا بیله‌فلد، باشگاه فوتبال فورتونا دوسلدورف، باشگاه فوتبال راپید وین، باشگاه فوتبال انرژی کوتبوس، و باشگاه فوتبال دویسبورگ اشاره کرد.